# Otto Handwerker
Georg Otto Handwerker (* 23. August 1877 in Würzburg; † 19. Mai 1947 in München) war ein deutscher Bibliothekar.
Otto Handwerker studierte Philologie und Geschichte an der Universität Würzburg, trat in den staatlichen Bibliotheksdienst ein und wurde Assessor an der Universitätsbibliothek Würzburg
1921 wurde er als Oberbibliotheksrat an die Bayerische Staatsbibliothek in München versetzt, 1925 dort Abteilungsdirektor (Leiter der Benützungsabteilung). 1928 bis 1937 war er Direktor der Universitätsbibliothek Würzburg und Honorarprofessor. 1937 wurde er wieder an die Bayerische Staatsbibliothek abgeordnet, wo er von 1937 bis zu seinem Ruhestand 1945 Direktor (Stellvertreter des Generaldirektors) war. Neben Werken zur Buch- und Bibliotheksgeschichte veröffentlichte er verschiedene Arbeiten zur fränkischen Geschichte.

## Veröffentlichungen (Auswahl)
- Geschichte der Würzburger Universitäts-Bibliothek bis zur Säkularisation. Würzburg 1904 (Digitalisat, = Dissertation)
- Zur Geschichte der Handschriftensammlung der Würzburger Universitätsbibliothek. In: Zentralblatt für Bibliothekswesen 26, 1909, S. 485–515
- Buch und Bücherei: ein Blick in die Geschichte des Buchs und auf seinen Weg. Würzburg 1920
- Dreihundert Jahre Würzburger Universitäts-Bibliothek (1619–1919). In: Festschrift zum 350jährigen Bestehen der Universität Würzburg. Berlin 1932, S. 102–133.
- als Hrsg.: Das Juliusspital in Würzburg (= Alte Kunst in Franken. Band 16). Gundermann, Würzburg 1933.